# إيريك أولينهاغ
إيريك أولينهاغ (بالسويدية: Erik Ullenhag) هو سياسي سويدي شغل منصب وزير الدمج وكان قائدا لحزب الشعب الليبرالي ويشغل حاليا منصب سفير السويد في الأردن.